# Án lệ 66/2023/AL
Án lệ 66/2023/AL về việc xác định tội danh "Mua bán người" là án lệ thứ 66 thuộc lĩnh vực hình sự của hệ thống pháp luật Việt Nam, được Hội đồng Thẩm phán Tòa án nhân dân tối cao thông qua, Chánh án Nguyễn Hòa Bình ra quyết định công bố ngày 1 tháng 10 năm 2023, và có hiệu lực cho tòa án các cấp trong cả nước nghiên cứu, áp dụng trong xét xử từ ngày 1 tháng 11 năm 2023. Án lệ này dựa trên nguồn là Bản án hình sự phúc thẩm số 86/2022/HS-PT ngày 17/02/2022 của Tòa án nhân dân cấp cao tại Hà Nội, nội dung xoay quanh tội "Mua bán người", việc lừa gạt xuất khẩu lao động và lấy chồng nước ngoài ở Trung Quốc.  Vụ Pháp chế và Quản lý khoa học là đơn vị đề xuất để lựa chọn bản án này làm án lệ, đồng thời cùng với Án lệ 65/2023/AL có nội dung về tội "Mua bán người".
Trong vụ án này, Trịnh Thị Huyền xuất phát từ thông tin lợi nhuận của việc "môi giới cô dâu" Việt Nam và rể Trung Quốc đã bàn bạc với mẹ nuôi để tung tin lừa gạt rằng việc lấy chồng Trung Quốc đem lại những lợi ích về tiền bạc và có được cuộc sống hạnh phúc, qua đó đem một cô gái Hải Dương sang Hà Nam (Trung Quốc) nhưng chưa thành công trong việc trao đổi và nhận tiền. Cô gái Hải Dương đã tìm đường trở lại Việt Nam và tố giác tội phạm, khiến cho Trịnh Thị Huyền và đồng phạm bị bắt giữ, truy tố. Vụ án được thụ lý, lần lượt trải qua sơ thẩm, phúc thẩm để rồi đi đến kết luận và được lựa chọn làm án lệ, đóng vai trò trong việc xác định và phân biệt giữa tội "Mua bán người" và tội "Tổ chức cho người khác trốn đi nước ngoài trái phép".

## Nội dung vụ án
Tháng 8 năm 2019, qua Facebook, Trịnh Thị Huyền quen người phụ nữ tên Thảo hiện đang sinh sống ở Trung Quốc. Thảo cho Huyền biết ở tỉnh Hà Nam của Trung Quốc có nhiều người đàn ông Trung Quốc muốn lấy vợ Việt Nam, nếu ai có nhu cầu lấy chồng Trung Quốc thì giới thiệu, mỗi trường hợp đưa được người sang Trung Quốc, Thảo sẽ trả cho Huyền 4 vạn nhân dân tệ. Sau khi biết được thông tin, Huyền đăng bài vào hội nhóm "Môi giới kết hôn Trung–Hàn–Việt" trên Facebook với nội dung "Hiện có rể người Trung Quốc muốn lấy vợ Việt Nam, có cô dâu nào thật lòng muốn lấy chồng, tìm kiếm hạnh phúc thì liên hệ" thì Huyền được Bùi Thị Ngân cũng là một trong những thành viên trong hội nhóm nhắn tin với nội dung "Ngân có đứa em muốn lấy chồng Trung Quốc thì giúp đỡ", đồng thời cho số điện thoại của Nguyễn Thị N1 (gọi tắt là Nguyễn Thị) để trực tiếp liên lạc, hướng dẫn Nguyễn Thị kết hôn với người Trung Quốc. Ngày 3 tháng 1 năm 2020, Huyền cùng mẹ nuôi là Đặng Thị Chính đến nhà Nguyễn Thị trao đổi thông tin về việc kết hôn với người Trung Quốc, hướng dẫn chuẩn bị các giấy tờ như: hộ chiếu, sổ hộ khẩu, chứng minh nhân dân, giấy xác nhận tình trạng độc thân để làm thủ tục cấp thị thực nhập cảnh vào Trung Quốc, nêu rằng nếu Nguyễn Thị và gia đình đồng ý sẽ nhận được tiền sính lễ 60 triệu đồng từ nhà rể bên Trung Quốc. Tuy nhiên, bố Nguyễn Thị không đồng ý nên giữ lại các giấy tờ của con. Nguyễn Thị vì vẫn muốn sang Trung Quốc kết hôn nên liên lạc với Huyền và được Huyền hướng dẫn đến nhà Chính để nói chuyện trực tiếp. Chiều ngày 3 tháng 1 năm 2020, khi Nguyễn Thị đến nhà Chính gặp Huyền và Chính để nhờ Huyền tìm cách đi sang Trung Quốc thì Huyền đã hướng dẫn chuẩn bị căn cước công dân để làm hộ chiếu đi "chui" sang Trung Quốc, và Nguyễn Thị đồng ý.

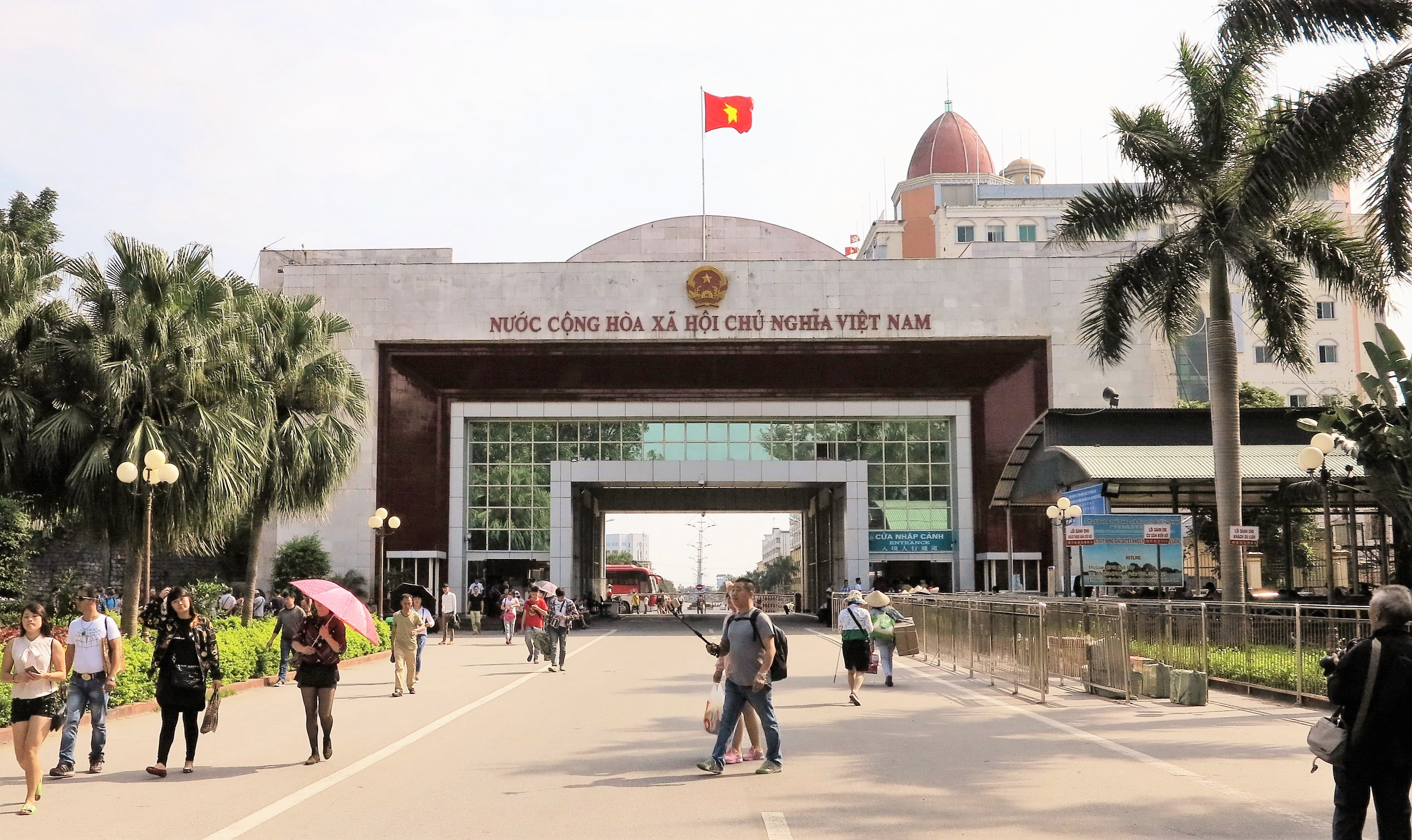
Cửa khẩu Móng Cái, nơi bàn giao nạn nhân trong vụ án.

Ngày 6 tháng 1 năm 2020, Huyền nhờ chồng đón Nguyễn Thị ở khu vực cầu vượt 789, thành phố Hải Dương lên thành phố Hà Nội làm hộ chiếu cho Nguyễn Thị. Sáng ngày 7 tháng 1, Huyền tiếp tục nhờ chống thuê xe taxi đưa Nguyễn Thị lên nhà nghỉ ở thành phố Lạng Sơn. Huyền không nói cho chồng biết mục đích việc làm hộ chiếu, thuê xe cho Nguyễn Thị đi Lạng Sơn. Ngày 7 tháng 1, Huyền đưa cho Chính 4,5 triệu đồng qua lái xe taxi để thanh toán tiền xe từ Hải Dương lên Lạng Sơn và thanh toán tiền nhà nghỉ, ăn uống của Chính và Nguyễn Thị ở nhà nghỉ, số tiền còn thừa Chính đổi được 300 nhân dân tệ để sử dụng chi phí trên đường đi đến tỉnh Hà Nam, Trung Quốc. Đồng thời, Huyền cũng liên lạc với chủ nhà nghỉ ở Lạng Sơn để nhờ xếp phòng nghỉ, thuê xe chở Chính, Nguyễn Thị đi đến tỉnh Hà Nam. Ngày 8 tháng 1, Huyền đã đưa Nguyễn Thị trốn sang Trung Quốc qua đường mòn biên giới thuộc huyện Lộc Bình, Lạng Sơn, còn Chính nhập cảnh vào Trung Quốc bằng hộ chiếu qua cửa khẩu Chi Ma, tỉnh Lạng Sơn. Đến điểm hẹn ở Trung Quốc, Chính và Nguyễn Thị tiếp tục đi xe ô tô đến tỉnh Hà Nam và gặp mặt 1 người đàn ông Trung Quốc dự kiến cho Nguyễn Thị lấy làm chồng. Tuy nhiên, khi gặp mặt thì Nguyễn Thị không đồng ý, Huyền bảo Nguyễn Thị ở lại nhà người đàn ông này chờ xem mặt rể khác, nếu không đồng ý thì Nguyễn Thị phải trả toàn bộ chi phí Huyền đã bỏ ra để đưa chị đi Trung Quốc. Nguyễn Thị đồng ý ở lại, nhưng do chờ lâu không xem mặt được người khác nên chị đã đến nhà người quen ở Quảng Tây rồi trình báo Công an Trung Quốc để được về Việt Nam. Ngày 26 tháng 3 năm 2020, Trạm Kiểm tra biên phòng xuất nhập cảnh Đông Hưng bàn giao Nguyễn Thị cho Đồn biên phòng cửa khẩu quốc tế Móng Cái, tỉnh Quảng Ninh.
Sau khi nhận được Nguyễn Thị, cơ quan chức năng đã khởi tố vụ án, điều tra và bắt giữ Trịnh Thị Huyền và Đặng Thị Chính, truy cứu trách nhiệm hình sự đối với 2 cá nhân này và chuyển về Tòa án nhân dân tỉnh Hải Dương thụ lý vụ án.

## Sơ thẩm và kháng cáo
Ngày 5 tháng 4 năm 2021, Tòa án nhân dân tỉnh Hải Dương mở phiên hình sự sơ thẩm ở trụ sở tại số 148 đường Bà Triệu, phường Tân Bình, thành phố Hải Dương. Tòa sơ thẩm quyết định tuyên bố các bị cáo Trịnh Thị Huyền và Đặng Thị Chính phạm tội "Mua bán người". Căn cứ Bộ luật Hình sự 2015 (được sửa đổi, bổ sung năm 2017), Toà xử phạt bị cáo Huyền 9 năm tù, thời hạn chấp hành hình phạt tù tính từ ngày tạm giữ 16 tháng 10 năm 2020; Chính 7 năm tù, thời hạn chấp hành hình phạt tù tính từ ngày tạm giam 30 tháng 9 năm 2020. Về trách nhiệm dân sự, Tòa buộc Huyền, Chính phải liên đới bồi thường thiệt hại về danh dự, nhân phẩm và tổn thất tinh thần cho bị hại Nguyễn Thị số tiền 30 triệu đồng; cụ thể bị cáo Chính phải bồi thường 10 triệu đồng, bị cáo Huyền phải bồi thường 20 triệu đồng. Ngoài ra, bản án sơ thẩm còn tuyên về xử lý vật chứng, án phí và quyền kháng cáo theo quy định pháp luật. Ngày 16 tháng 4 năm 2021, bị cáo Huyền và Chính có đơn kháng cáo với nội dung xin giảm nhẹ hình phạt. Ngày 21 tháng 4 năm 2021, bị hại Nguyễn có đơn kháng cáo quá hạn với nội dung yêu cầu tăng mức bồi thường danh dự nhân phẩm, tổn thất tinh thần lên mức 80 triệu đồng và yêu cầu bồi thường các khoản tổn thất khác là 100 triệu đồng.

## Phúc thẩm
Ngày 17 tháng 2 năm 2022, Tòa án nhân dân cấp cao tại Hà Nội mở phiên phúc thẩm tại trụ sở ở ngõ 2 Tôn Thất thuyết, phường Yên Hoà, quận Cầu Giấy, Hà Nội.

### Trình bày của các bên
Các bị cáo Huyền và Chính cùng trình bày rằng các bị cáo thiếu hiểu biết pháp luật nên vô tình đã phạm tội, bản thân các bị cáo chỉ mong muốn giúp cho bị hại Nguyễn Thị lấy được chồng và chính Nguyễn Thị cũng mong muốn bị cáo giúp việc đó. Sau khi phạm tội, các bị cáo luôn thành khẩn khai báo, thái độ ăn năn hối cải, các bị cáo đều có nhân thân tốt, từ trước đến nay chưa từng vi phạm pháp luật; gia đình các bị cáo khó khăn, bản thân các bị cáo đều là lao động chính trong gia đình đang nuôi con nhỏ. Bị cáo Chính có bố mẹ đẻ được tặng thưởng huân, huy chương, bằng khen. Các bị cáo đề nghị Hội đồng xét xử xem xét giảm hình phạt cho các bị cáo.
Bị hại Nguyễn Thị với người đại diện là bố trình bày rằng các bị cáo đã bồi thường cho bị hại toàn bộ số tiền 30 triệu đồng như bản án hình sự sơ thẩm đã tuyên và bị hại tự nguyện xin rút toàn bộ nội dung kháng cáo; đồng thời, đề nghị Hội đồng xét xử xem xét giảm hình phạt cho các bị cáo.
Đại diện Viện kiểm sát nhân dân cấp cao tại Hà Nội sau khi phân tích nội dung vụ án, đánh giá tính chất, mức độ nguy hiểm của hành vi phạm tội do bị cáo gây ra, đánh giá các tình tiết tăng nặng, giảm nhẹ mà Tòa án cấp sơ thẩm đã áp dụng đối với bị cáo thì nhận định rằng Tòa án cấp sơ thẩm đã xử đúng người, đúng tội, mức án áp dụng đối với bị cáo là phù hợp. Kiểm sát viên đề nghị Hội đồng xét xử áp dụng tình tiết giảm nhẹ theo hướng giảm một phần hình phạt cho các bị cáo, giảm cho các bị cáo từ 6 tháng đến 1 năm tù.

### Nhận định của tòa án
Hội đồng xét xử nhận thấy rằng, Huyền biết đàn ông Trung Quốc có nhu cầu lấy phụ nữ Việt Nam làm vợ thông Thảo Bạc Liêu – lấy chồng người Trung Quốc. Thảo nói với Huyền về việc mỗi trường hợp đưa được người sang Trung Quốc, Thảo trả cho 4 vạn tệ. Huyền bàn và thống nhất với Chính: Huyền có trách nhiệm tìm người, sắp xếp đi lại, ăn nghỉ, liên hệ người nhận bên Trung Quốc và giá cả, còn Chính phụ trách phiên dịch, đưa người sang Trung Quốc, giao người và nhận tiền về đưa cho Huyền, tiền phân chia sẽ thống nhất sau. Nội dung này tại phiên tòa cơ bản 2 bị cáo thừa nhận, chỉ khác so với giai đoạn điều tra là: Huyền khai sau khi bố của Nguyễn Thị không đồng ý cho con lấy chồng Trung Quốc thì Huyền và Chính mới phân công nhau, Chính thì cho rằng do Huyền nhờ đưa Nguyễn Thị sang Trung Quốc chứ không bàn bạc gì. Để thực hiện mục đích trên, Huyền và Chính đến nhà bị hại hỏi nguyện vọng và thuyết phục sang Trung Quốc lấy chồng, bằng thủ đoạn: nói rằng đàn ông Trung Quốc rất chiều vợ, cuộc sống bên đó rất sung sướng. Nếu nhất trí lấy chồng Trung Quốc thì sẽ cho xem mặt chú rể và làm thủ tục kết hôn tại Việt Nam, sẽ được số tiền sính lễ 60 triệu đồng và còn được tiền gửi về cho gia đình. Bị hại Nguyễn Thị nghe Huyền và Chính nói vậy nên mới đồng ý mặc dù bố mẹ không nhất trí cho chị lấy chồng Trung Quốc. Sau đó, Huyền và Chính làm các bước để đưa bị hại sang Hà Nam, đưa đến gặp 1 người đàn ông dự kiến lấy làm chồng nhưng Nguyễn Thị không nhất trí vì không phải người mà Huyền và Chính giới thiệu trong ảnh khi ở Việt Nam. Bị hại biết là mình bị lừa nên liên hệ với gia đình và người quen ở Trung Quốc để làm thủ tục trình báo với cơ quan chức năng Trung Quốc. Sau đó, bị hại được bàn giao cho lực lượng Biên phòng Việt Nam tại cửa khẩu Móng Cái.
Như vậy, giữa Huyền và Chính có sự bàn bạc về việc đưa phụ nữ sang Trung Quốc bán kiếm lời, Chính biết Nguyễn Thị không có đủ giấy tờ hợp pháp nhưng vẫn đưa chị sang Trung Quốc, giao cho người khác để nhận tiền. Chính trình bày trước đây làm giúp việc ở Ma Cao nhưng chỉ ở trong nhà, không biết đường đi lối lại ở Trung Quốc nhưng vẫn nói với Nguyễn Thị rằng lấy chồng Trung Quốc sung sướng để dụ dỗ, lừa Nguyễn Thị đồng ý cho Chính và Huyền đưa chị đi. Căn cứ vào hành vi các bị cáo đã thực hiện được mô tả như nêu trên, căn cứ vào hậu quả là bị hại bị các bị cáo đưa sang Trung Quốc giao cho người đàn ông Trung Quốc để được nhận lợi ích vật chất là tiền, Tòa án cấp sơ thẩm xét xử các bị cáo về tội "Mua bán người" theo điểm d khoản 2 Điều 150 Bộ luật Hình sự và áp dụng mức hình phạt đối với các bị cáo theo khung hình phạt là phù hợp.
Về kháng cáo của các bị cáo, Hội đồng xét xử nhận định Tòa án cấp sơ thẩm trong quá trình xét xử đánh giá vụ án đồng phạm giản đơn, trong đó xác định bị cáo Huyền có vai trò cao hơn bị cáo Chính. Đồng thời, trên cơ sở đánh giá các bị cáo không phải chịu tình tiết tăng nặng trách nhiệm hình sự, các bị cáo được áp dụng tình tiết giảm nhẹ trách nhiệm hình sự như: thành khẩn khai báo, thái độ ăn năn hối cải, hai bị cáo đều có nhân thân tốt, từ trước đến nay chưa từng vi phạm pháp luật, bị cáo Chính có bố mẹ đẻ được tặng thưởng huân, huy chương, bằng khen; từ đó, áp dụng mức hình phạt đối với bị cáo Huyền cao hơn mức hình phạt áp dụng đối với bị cáo Chính là đúng. Theo Hội đồng xét xử, các bị cáo đã tác động gia đình bồi thường cho người bị hại toàn bộ số tiền 30 triệu đồng như bản án sơ thẩm đã tuyên, bị hại trực tiếp nhận tại phiên tòa xác nhận là đúng và tự nguyện rút toàn bộ nội dung kháng cáo; đồng thời, đề nghị Hội đồng xét xử giảm hình phạt cho các bị cáo. Bên cạnh đó, đánh giá trong vụ án này thấy phía bị hại cũng có một phần lỗi khi tự nguyện để Huyền và Chính đưa sang Trung Quốc nhằm mục đích kết hôn với đàn ông nước sở tại, hy vọng được đổi đời, có cuộc sống sung túc hơn. Hội đồng xét xử thấy có căn cứ giảm cho các bị cáo một phần hình phạt.

### Quyết định
Với những nhận định trong phiên phúc thẩm, Hội đồng xét xử tuyên Trịnh Thị Huyền và Đặng Thị Chính phạm tội "Mua bán người", quyết định chấp nhận kháng cáo của bị cáo, đình chỉ kháng cáo của bị hại, tuyên giảm án, cụ thể là: Huyền 8 năm tù, thời hạn chấp hành hình phạt tù tính từ ngày tạm giữ, tạm giam 16 tháng 10 năm 2020; Chính 6 năm tù, thời hạn chấp hành hình phạt tù tính từ ngày tạm giữ, tạm giam 30 tháng 9 năm 2020.

## Hình thành án lệ
Đầu năm 2023, Vụ Pháp chế và Quản lý khoa học đã đề xuất lựa chọn bản án hình sự phúc thẩm này của Tòa án nhân dân cấp cao tại Hà Nội làm án lệ phân biệt giữa tội "Mua bán người" và tội "Tổ chức cho người khác trốn đi nước ngoài trái phép" dựa trên tình tiết thực tế, là 1 trong 14 đề xuất giai đoạn này. Sau đó, theo tiến trình lựa chọn, Tòa án nhân dân tối cao đã phối hợp với Liên minh châu Âu và Chương trình phát triển Liên hợp quốc (UNDP) tổ chức lấy ý kiến từ ngày 19 tháng 4 năm 2023, thông qua hội thảo các chuyên gia, nhà khoa học, nhà hoạt động thực tiễn; và trực tuyến công khai trên trang tin điện tử án lệ. Sau đó, Hội đồng tư vấn án lệ được tổ chức họp nhằm thảo luận, cho ý kiến đối với nội dung của 14 dự thảo án lệ được đề xuất phát triển thành án lệ vào ngày 2 tháng 6. Trên cơ sở ý kiến góp ý của các thành viên Hội đồng tư vấn án lệ, Vụ Pháp chế và Quản lý khoa học xin rút 5 dự thảo án lệ, đồng thời phiên họp kết luận đề xuất xem xét lựa chọn, thông qua 8 dự thảo án lệ và cân nhắc 1 dự thảo án lệ. Ngày 16 tháng 8, Hội đồng Thẩm phán họp và quyết định thông qua 7 trong 8 dự thảo, trong đó có bản án phúc thẩm của vụ án này, chính thức là Án lệ số 66/2023/AL, cùng đề cập tới phán quyết tội "Mua bán người" với Án lệ 65/2023/AL.